# Pe (litera)

Fenickie pe

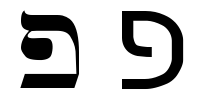
Hebrajska litera pe w kroju pisma (kolejno od prawej do lewej): nowoczesnym bezszeryfowym i tradycyjnym

Pe (פ/ף) – siedemnasta litera alfabetów semickich, m.in. fenickiego, aramejskiego i hebrajskiego.

## Pe w języku hebrajskim
Litera פ/ף oznacza dźwięk [p] lub [f], jak np. parpar (motyl) פרפר lub kesef (pieniądze) כסף. W zapisie zwięzłym (כתיב חסר, trb. ktiw chaser) dźwięk [p] oznaczany jest poprzez wpisanie w środek litery specjalnej kropki, zwanej dagesz (דגש). Jeżeli pe nie zawiera dagesz, odczytywana jest jak [f]. W pisowni pełnej (כתיב מלא, trb. ktiw male) (bez wokalizacji) pe może zostać odczytane na oba sposoby. Pe jest zapisywany znakiem ף jeżeli występuje na końcu wyrazu. Nie zmienia to wcale wymowy ani transliteracji tej litery.